# Genilac

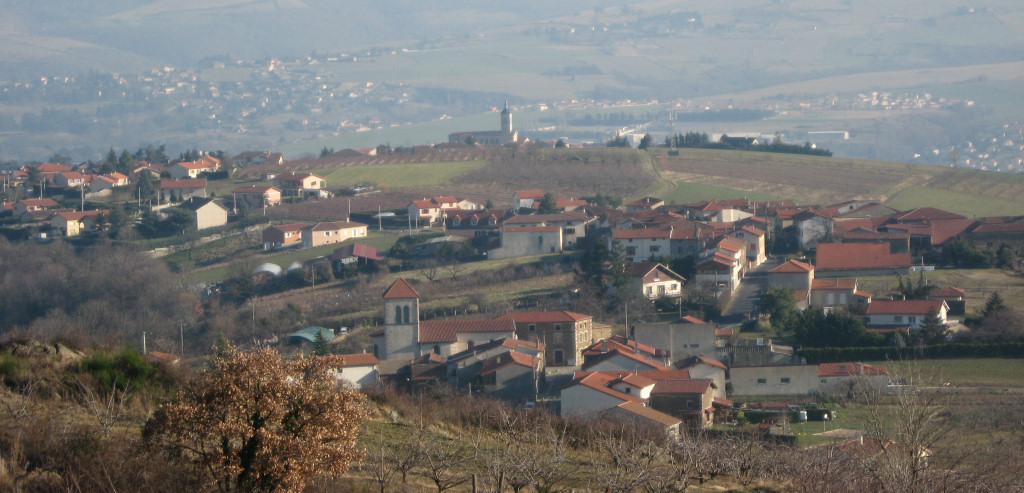
La Cula

Genilac [ʒənilak] (auch als Génilac) ist eine französische Gemeinde mit 3821 Einwohnern (Stand: 1. Januar 2022) im Département Loire in der Region Auvergne-Rhône-Alpes. Sie gehört zum Arrondissement Roanne und zum Kanton Rive-de-Gier. Die Einwohner werden Génilacois(es) genannt.

## Geographie
Die Gemeinde Genilac liegt am Bach Durèze, der im Südosten in den Gier mündet. Umgeben wird Genilac von den Nachbargemeinden Saint-Romain-en-Jarez im Norden und Nordwesten, Saint-Martin-la-Plaine im Nordosten, Rive-de-Gier im Osten und Südosten, Lorette im Süden, Cellieu im Südwesten und Chagnon im Westen.

## Geschichte
Genilac ist ein Zusammenschluss der Gemeinden Saint-Génis-Terrenoire und La Cula im Jahr 1973. Der neue Name setzt sich aus Saint-Génis-Terrenoire und La Cula zusammen.

### Bevölkerungsentwicklung
| Einwohner                  | 2533 | 2608 | 2860 | 3107 | 3620 | 3896 |
| Quellen: Cassini und INSEE |      |      |      |      |      |      |

## Sehenswürdigkeiten
- Reste des Gier-Aquädukts
- Kirche in Saint-Génis-Terrenoire, zwischen 1841 und 1843 als Ersatz für eine Kirche aus dem 17. Jahrhundert erbaut
- Kirche La Cula in der kleinen Ortschaft Gelay, von 1858 bis 1867 erbaut
- Kapelle Notre-Dame de Pitié in La Cula, 1627 erbaut, teilweise als Wallfahrtsort genutzt
- alte Kohleminen

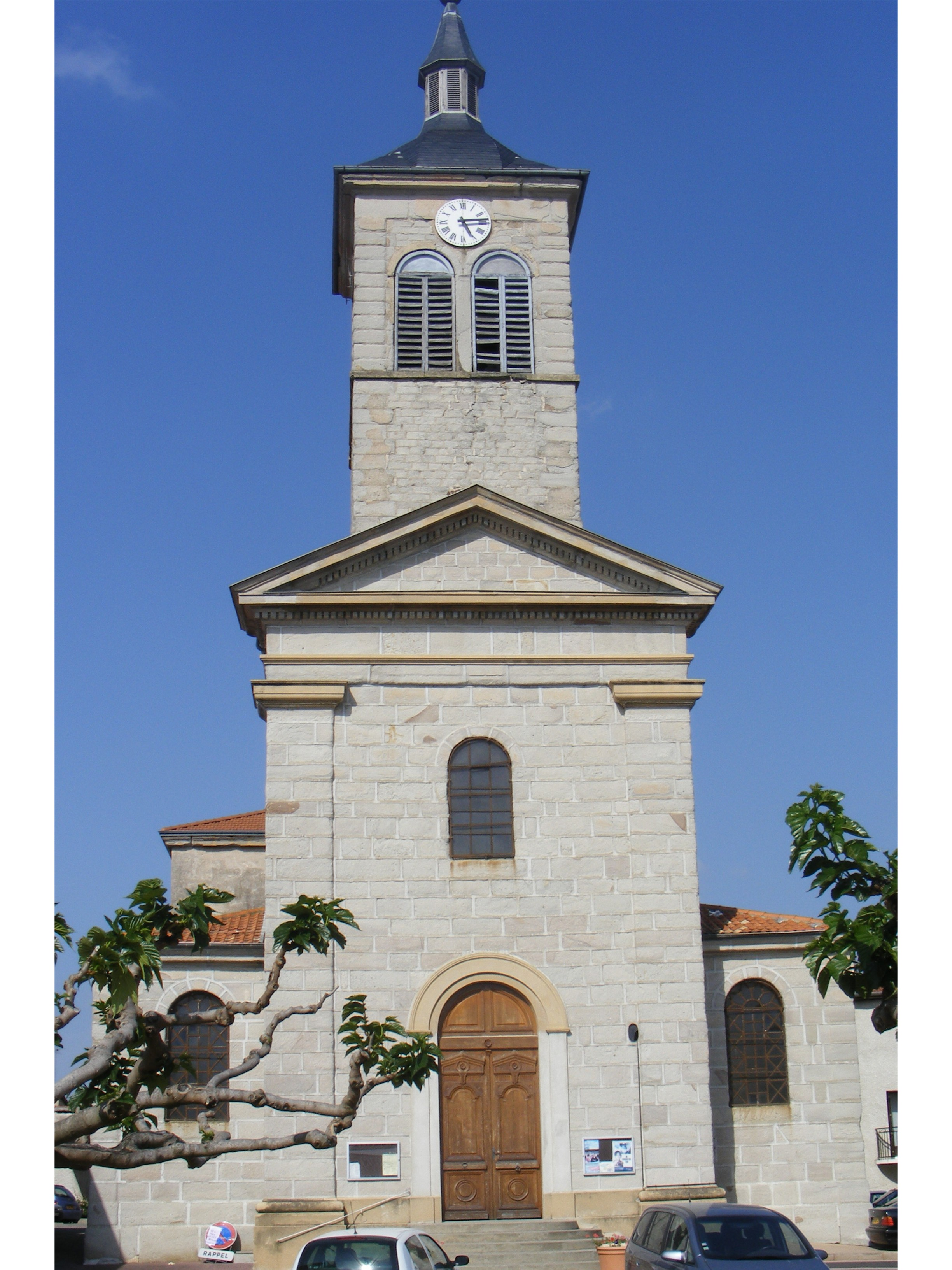
Kirche Saint-Génis-Terrenoire
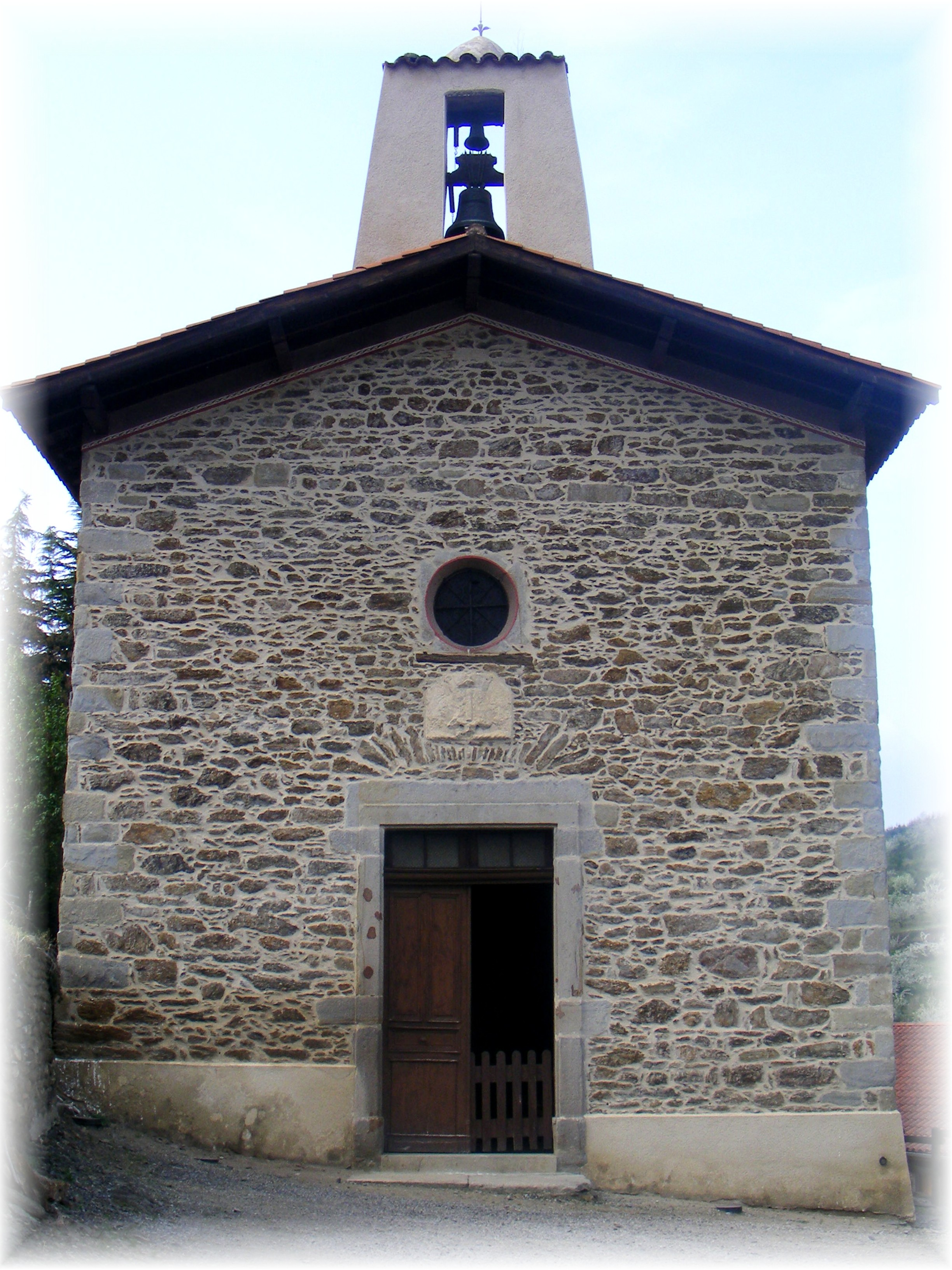
Kapelle Notre-Dame de Pitié

## Verkehr
Genilac liegt an den Departementsstraßen D 6 und D 65. Die südöstlichste Ecke des Gemeindegebiets wird von der Autobahn A 47 durchquert, die Lyon mit Saint-Étienne verbindet und dort eine Anschlussstelle aufweist.
Nächster Bahnhof ist Rive-de-Gier an der Bahnstrecke Saint-Étienne–Lyon.